# سیدونزویل (آلاباما)
سیدونزویل (به انگلیسی: Siddonsville) یک منطقهٔ مسکونی در ایالات متحده آمریکا است که در شهرستان مرنگو، آلاباما واقع شده‌است. سیدونزویل ۷۷٫۱۲ متر بالاتر از سطح دریا واقع شده‌است.